# اتفاقية حرية تكوين الجمعيات وحماية حق التنظيم
تُعد اتفاقية الحرية النقابية وحماية حق التنظيم (1948) رقم 87 إحدى اتفاقيات منظمة العمل الدولية الأساسية، وهي واحدة من ثماني اتفاقيات تشكل صلب قانون العمل الدولي، وفقاً لتفسير إعلان المبادئ والحقوق الأساسية في العمل.

## محتوى الاتفاقية
تتألف اتفاقية الحرية النقابية وحماية حق التنظيم من ديباجة متبوعة بأربعة أجزاء تشمل واحداً وعشرين مادة. تبدأ الديباجة بالمقدمة الرسمية للصك القانوني الذي أقرته الدورة الحادية والثلاثون لمؤتمر العمل الدولي في 17 يونيو 1948، حيث تقدم عرضاً للاعتبارات التي أدت إلى وضع الوثيقة. تشمل هذه الاعتبارات الإشارة إلى ديباجة دستور منظمة العمل الدولية، والتأكيد على مبادئ إعلان فيلادلفيا المتعلقة بهذا الشأن، بالإضافة إلى طلب الجمعية العامة للأمم المتحدة بعد اعتمادها للتقرير المقدم عام 1947 بمواصلة الجهود لاعتماد اتفاقية أو عدة اتفاقيات دولية في هذا المجال. وتختتم الديباجة بتحديد تاريخ اعتماد الاتفاقية في 9 يوليو 1948.
الجزء الأول من الاتفاقية يشمل عشر مواد تحدد حقوق العمال وأصحاب العمل في "الانضمام إلى منظمات من اختيارهم دون الحاجة إلى ترخيص مسبق". كما تمنح الاتفاقية هذه المنظمات الحق في وضع أنظمتها ودساتيرها، وانتخاب مسؤوليها، وتنظيم شؤونها الإدارية دون تدخل من السلطات العامة. وفي المقابل، تفرض الاتفاقية التزاماً صريحاً على هذه المنظمات باحترام القوانين الوطنية عند ممارسة هذه الحقوق. وتنص الاتفاقية على أن القوانين الوطنية "يجب ألا تكون من شأنها تقييد هذه الضمانات، كما لا يجوز تطبيقها بشكل يخل بهذه الضمانات المنصوص عليها في هذه الاتفاقية". وتستثني المادة التاسعة تطبيق هذه الأحكام على القوات المسلحة وأجهزة الشرطة إلا وفقاً للقوانين واللوائح الوطنية، مع التأكيد على أنها لا تلغي القوانين الوطنية السابقة التي تكفل الحقوق ذاتها لهذه الأجهزة. وتوجب المادة الأولى على جميع الدول الأعضاء في منظمة العمل الدولية تنفيذ هذه الأحكام.

### الجزء الأول: الحرية النقابية

#### المادة 2
للعمال وأصحاب العمل، دون أي تمييز، الحق في إنشاء منظمات والانضمام إليها بكل حرية، دون حاجة إلى ترخيص مسبق، مع مراعاة الأنظمة الداخلية للمنظمة المعنية.

#### المادة 3
1. تتمتع منظمات العمال وأصحاب العمل بحق وضع دساتيرها وأنظمتها، وانتخاب ممثليها بحرية كاملة، وتنظيم إدارتها وأنشطتها، ووضع برامجها.  
2. تمتنع السلطات العامة عن أي تدخل من شأنه تقييد هذا الحق أو عرقلة ممارسته المشروعة.

#### المادة 4
لا يجوز حل منظمات العمال وأصحاب العمل أو تعليق نشاطها بقرار إداري.

#### المادة 5
للمنظمات النقابية وأصحاب العمل الحق في تكوين الاتحادات والكونفدراليات والانضمام إليها، كما يحق لأي منظمة أو اتحاد أو كونفدرالية الانضمام إلى المنظمات الدولية للعمال وأصحاب العمل.

#### المادة 6
تسري أحكام المواد 2 و3 و4 من هذه الاتفاقية على اتحادات وكونفدراليات منظمات العمال وأصحاب العمل.

#### المادة 7
لا يجوز ربط اكتساب المنظمات النقابية واتحاداتها للشخصية الاعتبارية بشروط من شأنها تقييد تطبيق أحكام المواد 2 و3 و4 من هذه الاتفاقية.

#### المادة 8
1. يلتزم العمال وأصحاب العمل ومنظماتهم، عند ممارسة الحقوق المنصوص عليها في هذه الاتفاقية، باحترام القوانين الوطنية، مثلهم في ذلك مثل أي أشخاص أو هيئات أخرى.  
2. لا يجوز أن تكون القوانين الوطنية منافية للضمانات المقررة في هذه الاتفاقية، كما لا يجوز تطبيقها بشكل يخل بهذه الضمانات.

#### المادة 9
1. يحدد القانون الوطني مدى انطباق ضمانات هذه الاتفاقية على القوات المسلحة وأجهزة الشرطة.  
2. وفقاً للمبدأ المنصوص عليه في الفقرة 8 من المادة 19 من دستور منظمة العمل الدولية، لا يُعتبر تصديق أي عضو على هذه الاتفاقية مؤثراً في أي تشريع أو قرار أو عرف أو اتفاقية قائمة تمنح أفراد القوات المسلحة أو الشرطة أي حق من الحقوق المكفولة بهذه الاتفاقية.

#### المادة 10
في نطاق هذه الاتفاقية، يُقصد بمصطلح "منظمة" أي تنظيم للعمال أو أصحاب العمل يهدف إلى تعزيز مصالحهم والدفاع عنها.
الجزء الثاني  
تلتزم كل دولة عضو في منظمة العمل الدولية باتخاذ "جميع التدابير اللازمة والمناسبة لضمان تمكين العمال وأصحاب العمل من ممارسة حق التنظيم بحرية". وقد تم التوسع في تفصيل هذه الأحكام لاحقاً في اتفاقية حق التنظيم والمفاوضة الجماعية لعام 1949.
الجزء الثالث (المادتان 12 و13) يتناول الجوانب الفنية المتعلقة بالاتفاقية، حيث يحدد الصلاحيات المتعلقة بقبول أو تعديل أو رفض الالتزامات المنصوص عليها فيما يخص "الأقاليم غير المتمتعة بالحكم الذاتي" الإجراءات الخاصة بإعداد التقارير المتعلقة بتعديل الإعلانات السابقة حول قبول هذه الالتزامات. الجزء الرابع  ينظم إجراءات التصديق الرسمي على الاتفاقية، حيث نص على: بدء سريان الاتفاقية بعد مرور 12 شهراً من إشعار المدير العام بتصديق دولتين عضوين تاريخ السريان الفعلي في 4 يوليو 1950 (بعد عام من تصديق النرويج التي سبقتها السويد في التصديق) أحكام الانسحاب من الاتفاقية، بما في ذلك دورة الالتزام العشرينية الإجراءات الواجب اتباعها في حال استبدال هذه الاتفاقية كلياً أو جزئياً باتفاقية جديدة. يُذكر أن هذه الأحكام الأخيرة تتضمن ضوابط انتقالية تحكم العلاقة بين النصوص القديمة والجديدة في حال التعديل أو الإلغاء.

## التصديقات
التصديقات على الاتفاقية. الأخضر: مُصدّق عليه. الأصفر: مُصدّق عليه، وسيُصبح ساري المفعول في المستقبل. الأحمر: لم يُصدّق عليه.

تصديقات الاتفاقية. الأخضر: مُصدَّق. الأصفر: مُصدَّق، وسيُطبَّق في المستقبل. الأحمر: غير مُصدَّق.

| الدولة                                                    | التاريخ        |
| --------------------------------------------------------- | -------------- |
| ألبانيا                                                   | 3 يونيو 1957   |
| الجزائر                                                   | 19 نوفمبر 1962 |
| أنغولا                                                    | 13 يونيو 2001  |
| أنتيغوا وباربودا                                          | 2 فبراير 1983  |
| الأرجنتين                                                 | 18 يناير 1960  |
| أرمينيا                                                   | 2 يناير 2006   |
| أستراليا                                                  | 28 فبراير 1973 |
| النمسا                                                    | 18 نوفمبر 1950 |
| أذربيجان                                                  | 19 مايو 1992   |
| باهاماس                                                   | 14 يونيو 2001  |
| بنغلاديش                                                  | 22 يونيو 1972  |
| باربادوس                                                  | 8 مايو 1967    |
| بيلاروس (باسم الجمهورية البيلاروسية السوفيتية الاشتراكية) | 6 نوفمبر 1956  |
| بلجيكا                                                    | 23 نوفمبر 1951 |
| بليز                                                      | 15 ديسمبر 1983 |
| بنين                                                      | 12 ديسمبر 1960 |
| بوليفيا                                                   | 4 يناير 1965   |
| البوسنة والهرسك                                           | 2 يونيو 1993   |
| بوتسوانا                                                  | 22 ديسمبر 1997 |
| بلغاريا                                                   | 8 يونيو 1959   |
| بوركينا فاسو                                              | 21 نوفمبر 1960 |
| بوروندي                                                   | 25 يونيو 1993  |
| كمبوديا                                                   | 23 أغسطس 1999  |
| الكاميرون                                                 | 7 يونيو 1960   |
| كندا                                                      | 23 مارس 1972   |
| الرأس الأخضر                                              | 1 فبراير 1999  |
| جمهورية أفريقيا الوسطى                                    | 27 أكتوبر 1960 |
| تشاد                                                      | 10 نوفمبر 1960 |
| تشيلي                                                     | 2 فبراير 1999  |
| كولومبيا                                                  | 16 نوفمبر 1976 |
| جزر القمر                                                 | 23 أكتوبر 1978 |
| الكونغو                                                   | 10 نوفمبر 1960 |
| جمهورية الكونغو الديمقراطية                               | 20 يونيو 2001  |
| كوستاريكا                                                 | 2 يونيو 1960   |
| ساحل العاج                                                | 21 نوفمبر 1960 |
| كرواتيا                                                   | 8 أكتوبر 1991  |
| كوبا                                                      | 25 يونيو 1952  |
| قبرص                                                      | 24 مايو 1966   |
| التشيك                                                    | 1 يناير 1993   |
| الدنمارك                                                  | 13 يونيو 1951  |
| جيبوتي                                                    | 3 أغسطس 1978   |
| دومينيكا                                                  | 28 فبراير 1983 |
| جمهورية الدومينيكان                                       | 5 ديسمبر 1956  |
| تيمور الشرقية                                             | 16 يونيو 2009  |
| الإكوادور                                                 | 29 مايو 1967   |
| مصر                                                       | 6 نوفمبر 1957  |
| السلفادور                                                 | 6 سبتمبر 2006  |
| غينيا الاستوائية                                          | 13 أغسطس 2001  |
| إريتريا                                                   | 22 فبراير 2000 |
| إستونيا                                                   | 22 مارس 1994   |
| إثيوبيا                                                   | 4 يونيو 1963   |
| فيجي                                                      | 17 أبريل 2002  |
| فنلندا                                                    | 20 يناير 1950  |
| فرنسا                                                     | 28 يونيو 1951  |
| الغابون                                                   | 14 نوفمبر 1960 |
| غامبيا                                                    | 4 سبتمبر 2000  |
| جورجيا                                                    | 3 أغسطس 1999   |
| ألمانيا                                                   | 20 مارس 1957   |
| غانا                                                      | 2 يونيو 1965   |
| اليونان                                                   | 30 مارس 1962   |
| غرينادا                                                   | 25 أكتوبر 1994 |
| غواتيمالا                                                 | 13 فبراير 1952 |
| غينيا                                                     | 21 يناير 1959  |
| غينيا بيساو                                               | 9 يونيو 2023   |
| غيانا                                                     | 25 سبتمبر 1967 |
| هايتي                                                     | 5 يونيو 1979   |
| هندوراس                                                   | 27 يونيو 1956  |
| المجر                                                     | 6 يونيو 1957   |
| آيسلندا                                                   | 19 أغسطس 1950  |
| إندونيسيا                                                 | 9 يونيو 1998   |
| العراق                                                    | 1 يونيو 2018   |
| أيرلندا                                                   | 4 يونيو 1955   |
| إسرائيل                                                   | 28 يناير 1957  |
| إيطاليا                                                   | 13 مايو 1958   |
| جامايكا                                                   | 26 ديسمبر 1962 |
| اليابان                                                   | 14 يونيو 1965  |
| كازاخستان                                                 | 13 ديسمبر 2000 |
| كيريباتي                                                  | 3 فبراير 2000  |
| الكويت                                                    | 21 سبتمبر 1961 |
| قيرغيزستان                                                | 31 مارس 1992   |
| لاتفيا                                                    | 27 يناير 1992  |
| ليسوتو                                                    | 31 أكتوبر 1966 |
| ليبيريا                                                   | 25 مايو 1962   |
| ليبيا                                                     | 4 أكتوبر 2000  |
| ليتوانيا                                                  | 26 سبتمبر 1994 |
| لوكسمبورغ                                                 | 3 مارس 1958    |
| مقدونيا الشمالية                                          | 17 نوفمبر 1991 |
| مدغشقر                                                    | 1 نوفمبر 1960  |
| مالاوي                                                    | 19 نوفمبر 1990 |
| جزر المالديف                                              | 4 يناير 2013   |
| مالي                                                      | 22 سبتمبر 1960 |
| مالطا                                                     | 4 يناير 1965   |
| موريتانيا                                                 | 20 يونيو 1961  |
| موريشيوس                                                  | 1 أبريل 2005   |
| المكسيك                                                   | 1 أبريل 1950   |
| مولدوفا                                                   | 12 أغسطس 1996  |
| منغوليا                                                   | 3 يونيو 1969   |
| موزمبيق                                                   | 23 ديسمبر 1996 |
| ميانمار                                                   | 4 مارس 1955    |
| ناميبيا                                                   | 3 يناير 1995   |
| هولندا                                                    | 7 مارس 1950    |
| نيكاراغوا                                                 | 31 أكتوبر 1967 |
| النيجر                                                    | 27 فبراير 1961 |
| نيجيريا                                                   | 17 أكتوبر 1960 |
| النرويج                                                   | 4 يوليو 1949   |
| باكستان                                                   | 14 فبراير 1951 |
| بنما                                                      | 3 يونيو 1958   |
| بابوا غينيا الجديدة                                       | 2 يونيو 2000   |
| باراغواي                                                  | 28 يونيو 1962  |
| بيرو                                                      | 2 مارس 1960    |
| الفلبين                                                   | 29 ديسمبر 1953 |
| بولندا                                                    | 25 فبراير 1957 |
| البرتغال                                                  | 14 أكتوبر 1977 |
| كوريا الجنوبية                                            | 20 أبريل 2021  |
| رومانيا                                                   | 28 مايو 1957   |
| روسيا (باسم الاتحاد السوفيتي)                             | 10 أغسطس 1956  |
| رواندا                                                    | 8 نوفمبر 1988  |
| سانت كيتس ونيفيس                                          | 25 أغسطس 2000  |
| سانت لوسيا                                                | 14 مايو 1980   |
| سانت فينسنت والغرينادين                                   | 9 نوفمبر 2001  |
| ساموا                                                     | 30 يونيو 2008  |
| سان مارينو                                                | 19 ديسمبر 1986 |
| ساو تومي وبرينسيب                                         | 17 يونيو 1992  |
| السنغال                                                   | 4 نوفمبر 1960  |
| صربيا (باسم صربيا والجبل الأسود)                          | 24 نوفمبر 2000 |
| سيشل                                                      | 6 فبراير 1978  |
| سيراليون                                                  | 15 يونيو 1961  |
| سلوفاكيا                                                  | 1 يناير 1993   |
| سلوفينيا                                                  | 29 مايو 1992   |
| جزر سليمان                                                | 13 أبريل 2012  |
| الصومال                                                   | 22 مارس 2014   |
| جنوب أفريقيا                                              | 19 فبراير 1996 |
| إسبانيا                                                   | 20 أبريل 1977  |
| سريلانكا                                                  | 15 سبتمبر 1995 |
| السودان                                                   | 17 مارس 2021   |
| سورينام                                                   | 15 يونيو 1976  |
| إسواتيني                                                  | 26 أبريل 1978  |
| السويد                                                    | 25 نوفمبر 1949 |
| سويسرا                                                    | 25 مارس 1975   |
| سوريا                                                     | 26 يوليو 1960  |
| طاجيكستان                                                 | 26 نوفمبر 1993 |
| تنزانيا                                                   | 18 أبريل 2000  |
| تيمور الشرقية                                             | 15 يونيو 2009  |
| توغو                                                      | 7 يونيو 1960   |
| ترينيداد وتوباغو                                          | 24 مايو 1963   |
| تونس                                                      | 18 يونيو 1957  |
| تركيا                                                     | 12 يوليو 1993  |
| تركمانستان                                                | 15 مايو 1997   |
| أوغندا                                                    | 2 يونيو 2005   |
| أوكرانيا (باسم الجمهورية الأوكرانية السوفيتية الاشتراكية) | 14 سبتمبر 1956 |
| المملكة المتحدة                                           | 27 يونيو 1949  |
| الأوروغواي                                                | 18 مارس 1954   |
| أوزبكستان                                                 | 12 ديسمبر 2016 |
| فانواتو                                                   | 28 أغسطس 2006  |
| فنزويلا                                                   | 20 سبتمبر 1982 |
| اليمن                                                     | 29 أغسطس 1976  |
| زامبيا                                                    | 2 سبتمبر 1996  |
| زيمبابوي                                                  | 9 أبريل 2003   |